# Hermann Ritter (Schriftsteller, 1864)
Hermann Friedrich Christian Philipp August Ritter (* 18. März 1864 in Köln; † 28. Oktober 1925 ebenda) war ein deutscher Schriftsteller.

## Leben
Hermann Ritter wurde 1866 als Sohn des Feldwebels der Artillerie, Wilhelm Carl Ernst Ritter und dessen Ehefrau Emilie Louise Friederike Ritter, geborene Fresenius in der Kölner Dominikanerkaserne (An den Dominikanern) geboren. Bedingt durch den frühen Tod seiner Mutter verbrachte er Kindheit und Jugend an wechselnden Orten, u. a. in Laasphe, Koblenz, Montjoie und Stolberg.  Ab 1880 absolvierte er eine Lehrerausbildung im Lehrerseminar in Dillenburg. Von 1883 an wirkte er als Volksschullehrer in Mogendorf/Westerwald und ab 1888 in Stolberg. Zum 1. Dezember 1895 trat Ritter seine letzte Schullehrerstelle in Hellenthal an.
Noch während seiner Lehramtstätigkeit in Hellenthal gehörte Ritter 1898 zu den Preisträgern eines von der Kölnischen Zeitung ausgelobten Wettbewerbs für Novellen und Skizzen. Bereits zum 1. März 1904 wurde Ritter schließlich pensioniert, wegen eines „nervösen Kopfleidens“ bzw. „Nervenschwäche“. Am 23. März 1904 verließ er Hellenthal und zog nach Trier.  Dort wurde er für zwei Jahre Redakteur der Zeitung Deutscher Rhein, bevor er Schriftleiter der Bergisch Gladbacher Volkszeitung wurde. Ab 1908 konnte Ritter es sich finanziell erlauben, sich ausschließlich auf seine publizistische Arbeit zu konzentrieren. Er schloss einen Kontrakt mit dem Berliner Verleger Friedrich Fontane und erstellte für dessen Reihe Deutsche Erde mehrere Bände, darunter zum Jülicher Land und dem rheinischen Grenzgebiet, ebenso war er langjähriger Mitarbeiter des Stadtanzeigers in Köln. Ritter, der nach einem Nachruf als Kenner des rheinischen Weins galt, erlag 1925 einem Schlaganfall.
Hermann Ritter war Verfasser von Erzählungen, Reisebeschreibungen und volkskundlichen Werken.
Verheiratet war er mit Hilde Ritter geborene Klauer. Er ist der Großvater des Politikers und Landtagsabgeordneten Karl Hermann Ritter und Urgroßvater des Schriftstellers Hermann Ritter.

## Werke
- Elis Heimkehr, Aachen 1897
- Stolbergs Vergangenheit, Stolberg 1889
- Godelind von Reifferscheid, Hellenthal 1900
- Eifeler Skizzen und Erzählungen, Dresden
  - 1. Von der Höhe, 1903
  - 2. Berg und Thal, 1904
- Die Eifel – Projections-Vorträge – Vortrag zu 60 Lichtbildern, Düsseldorf 1906
- Trierer Skizzen und Bilder – Aus Rheinlands Gauen, Trier, 1906
- Deutscher Wein, Trier 1907
- Reisebilder aus der Eifel und den Ardennen, Trier 1907
- Andreas Hofer und der Freiheitskampf Tirols im Jahre 1809, Gütersloh 1909
- Liberale Gedanken, Heft 9 der Volks-Schriften des Nationalvereins für das liberale Deutschland, München 1909
- Architektur-Ausstellung des Baumeisters Bopp, Bonn, 1910
- Aus der Kaiser- und Badestadt, Aachen 1910
- Bilder aus Köln, Bonn 1910
- Zwischen Dhün und Sülz, Bonn 1910
- Das Jülicher Land, Berlin 1912
- Rheinisches Grenzland, Berlin 1912
- Kriegszeit daheim, Köln
  - 1 (1915)
  - 2 (1915)
  - 3 (1915)
- Die belgische Landwirtschaft, Mönchen-Gladbach 1916
- La Vie Belge, Brüssel, 1916
- Das Räuberunwesen im Rheinischen Lande vor 100 Jahren, Köln 1919
- Alte rheinische Fabrikantenfamilien und ihre Industrien, Köln 1920
- Mein altes Köln, Köln 1920
- Bitburg und sein Bitburger Simmonbräu-Pilsener, Trier 1921
- J. J. Schoß – Weingroßhandlung Köln a. Rh. – 1872 – 1922, o. O. (Köln), o. J. (1922); ohne Verfasserangabe
- Krusius – Die Geschichte der Familie und Firma, Ohligs 1922
- Der Wawerner Herrenberg, Wawern 1924
- Der Liberalismus in der Gegenwart, Bergisch Gladbach o. J.
- Die Hochschule der deutschen Feilenhauerei, Köln, o. J.
- Echternach und die Luxemburger Schweiz (innen: Echternach und die luxemburger Schweiz), o. O. (Echternach), o. J.
- Zwei rheinische Insel-Idyllen, Honnef o. J.

Mindestens drei Werke bzw. Sammlungen erschienen als „Drucksachen“ in unterschiedlicher Aufmachung. Der erste war der Artikel „Zum Hessenland“, erschienen als „Drucksache“ mit „Gruß aus dem »Hessenland« in Köln“ (Bergisch Gladbach, o. J.). Den Artikel „Zum Hessenland“ gibt es gemeinsam mit „Der verkaufte Kunibert“ als Broschüre „Kunibert der Fiese – Schutzpatron der »Ahle Griese«“ samt eine Reproduktion des Bildes (Köln, o. J.). Die zweite Drucksache ist „Kölsch Bier“, versehen mit Illustrationen. Die eine Ausgabe enthält nur Illustrationen als Beiwerk, die Druckfarbe ist leicht rötlich; die zweite ist von der Druckfarbe her bräunlich und enthält in der Mitte zwei Postkarten zum Heraustrennen mit Illustrationen. Erschienen sind beide im Selbstverlag von Hermann Ritter, Bergisch Gladbach, o. J. Gedacht waren sie zum Verschicken, der Einband diente beim Zuklappen als Umschlag.